# Cleeve Lock

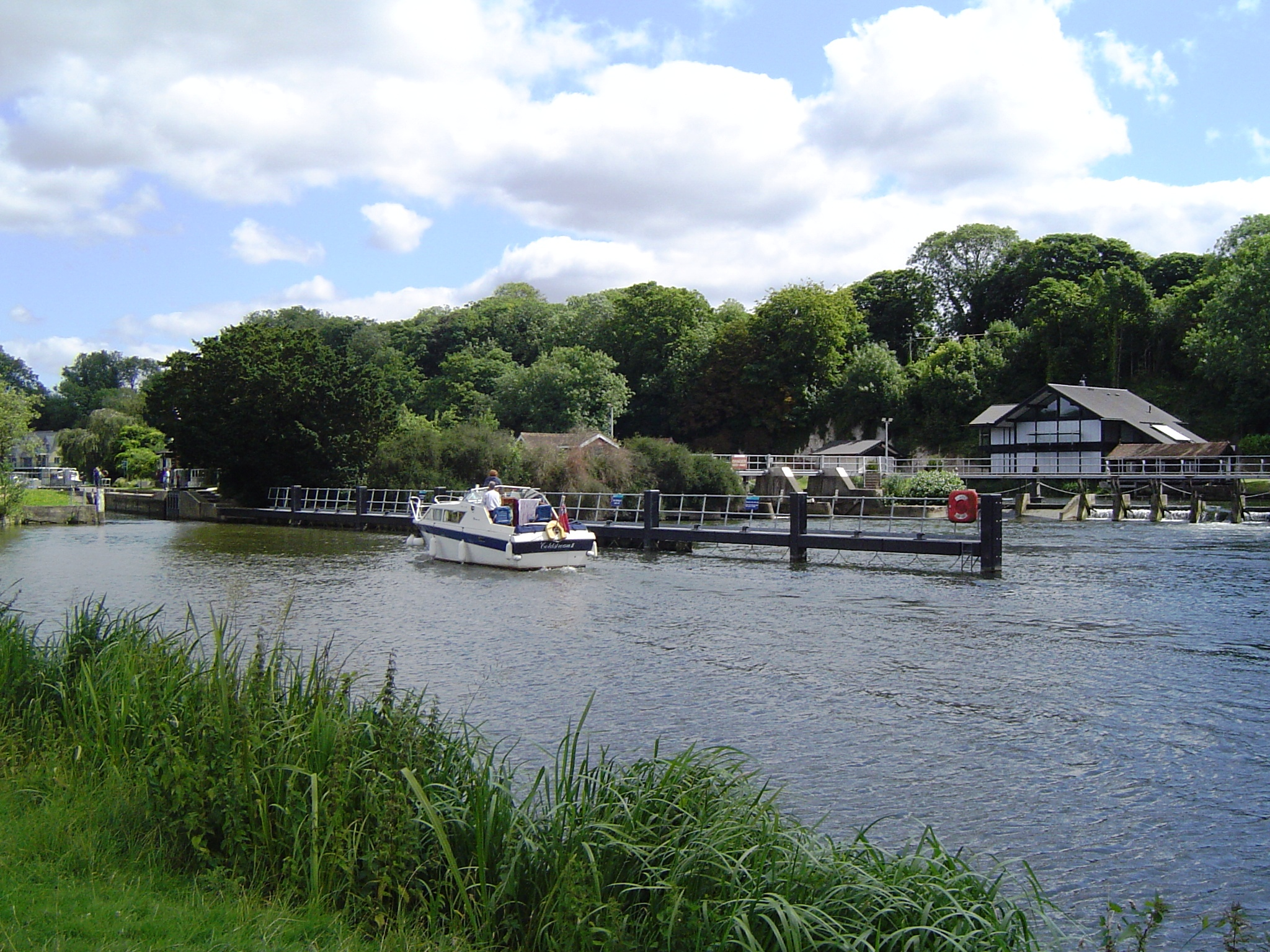
Das Cleeve Lock und sein Wehr (Blickrichtung Flussaufwärts)

Das Cleeve Lock ist eine Schleuse in der Themse, in Oxfordshire, England. Sie liegt flussaufwärts auf der westlichen Flussseite wie Streatley. Der Ort Cleeve befindet sich auf der östlichen Seite des Flusses.
Die erste Schleuse wurde 1787 von der Thames Navigation Commission gebaut. Sie hat mit 0,69 m den geringsten Höhenunterschied im Verlauf der Themse. Der Flussabschnitt oberhalb der Schleuse ist der längste und der Abschnitt unterhalb der Schleuse ist der kürzeste zwischen zwei Schleusen im Bereich des nicht von den Gezeiten beeinflussten Flusses.
Das Wehr schließt an eine Insel unterhalb der Schleuse an. Es gibt weitere Wehre an flussabwärts gelegenen Inseln.

## Geschichte
Eine Stauschleuse wird an dieser Stelle bereits im 16. Jahrhundert erwähnt. Eine erste Schleuse wurde 1787 aus Eichenholz gebaut. Ursprünglich sollte die Schleuse Streatley Lock heißen, sie bekam ihren Namen dann aber doch von Cleeve auf der anderen Seite des Flusses. Bis 1869 wurden das Cleeve Lock und das Goring Lock vom gleichen Schleusenwärter bedient. Die Schleuse entstand 1874 in massiver Bauweise neu.

## Der Fluss oberhalb der Schleuse
Es gab früher zwei Fähren in diesem Abschnitt, die eine war bei Little Stoke, die andere bei Chalmore Hole nahe Wallingford. An beiden Stellen wechselte der Leinpfad das Ufer. Die von Isambard Kingdom Brunel gebaute Moulsford Railway Bridge quert den Fluss bei Moulsford, wo es früher eine Stauschleuse gab. Die Winterbrook Bridge, eine neue Straßenbrücke, befindet sich flussabwärts von Wallingford. Sie dient als Entlastung für die historische Wallingford Bridge.
Sowohl die University of Oxford als auch die Oxford Brookes University besitzen nahe Wallingford Bootshäuser für Ruderboote.
Der Themsepfad verläuft in diesem Bereich auf der westlichen Seite des Flusses. Als Ersatz für die Stellen, wo der alte Leinpfad das Ufer wechselte, führt der Pfad nun bei Moulsford vom Fluss weg und folgt der Straße, ehe er an den Fluss zurückkehrt. Eine kleine Umleitung erfolgt ebenfalls in Wallingford. Danach bleibt der Pfad am Ufer, bis er das Benson Lock erreicht. Auf der anderen Seite des Flusses verläuft parallel zum Themsepfad der Ridgeway bis zur Winterbrook Bridge.

## Erwähnung in der Literatur
In Jerome K. Jeromes Roman Drei Mann in einem Boot gibt es eine Episode, in der eine lange angsterfüllte Fahrt zum Cleeve Lock geschildert wird, da eine veraltete Karte noch eine Schleuse bei Wallingford verzeichnet. Dies beruht auf Tatsachen. Das Chalmore Lock am Chalmore Hole wurde 1838 gebaut und diente als Sommerschleuse bei niedrigem Wasserstand. Da sie zunehmend verfiel, setzten sich die Einwohner Wallingford 1873 für ihren Erhalt ein. Sie wurde 1883 nach einem Bericht von John Hawkshaw beseitigt.